# Valentina Kogan
Valentina Kogan (nascida em 19 de março de 1980) é uma handebolista argentina. Integrou a seleção argentina feminina que terminou na décima segunda posição nos Jogos Olímpicos de Verão de 2016 no Rio de Janeiro. Atua como goleira e joga pelo clube Vilo.
Kogan é diabética desde os dez anos e vegetariana desde os quinze. Estudou Relações Internacionais na Universidade de San Andrés. É casada com Carolina Rieger desde 2013.

## Carreira esportiva
Kogan jogou profissionalmente na Espanha entre 2002 e 2005 pela equipe Vícar Goya Koppert. Além de atuar na seleção nacional, também é diretora do Club de Corredores, uma empresa dedicada à organização de maratonas e corridas de aventura.
Como goleira, conquistou medalhas de prata em três Jogos Pan-Americanos (Santo Domingo, em 2003, em Guadalajara, em 2011, e em Toronto, em 2015), uma de bronze no Campeonato Pan-Americano de Handebol Feminino de 2007 em Santo Domingo e uma medalha de bronze nos Jogos Pan-Americanos de 2007 no Rio de Janeiro. Em 2009, a equipe se tornou campeã pan-americana após derrotar o Brasil em Santiago do Chile. Junto com a equipe, também obteve a medalha de ouro nos Jogos Sul-Americanos de 2010, realizados em Medellín, na Colômbia. Competiu pela Argentina no Campeonato Mundial de Handebol Feminino de 2011, no Brasil. Kogan se aposentou da seleção nacional após a participação nos Jogos Olímpicos da Rio 2016, encerrando uma carreira de dezoito anos na equipe e após a primeira participação da Argentina no handebol feminino nos Jogos Olímpicos.

### Conquistas individuais
- Melhor goleira:
  - Jogos Pan-Americanos de 2015